# Galeopsis segetum
Galeopsis segetum là một loài thực vật có hoa trong họ Hoa môi. Loài này được Neck. mô tả khoa học đầu tiên năm 1770.

## Hình ảnh

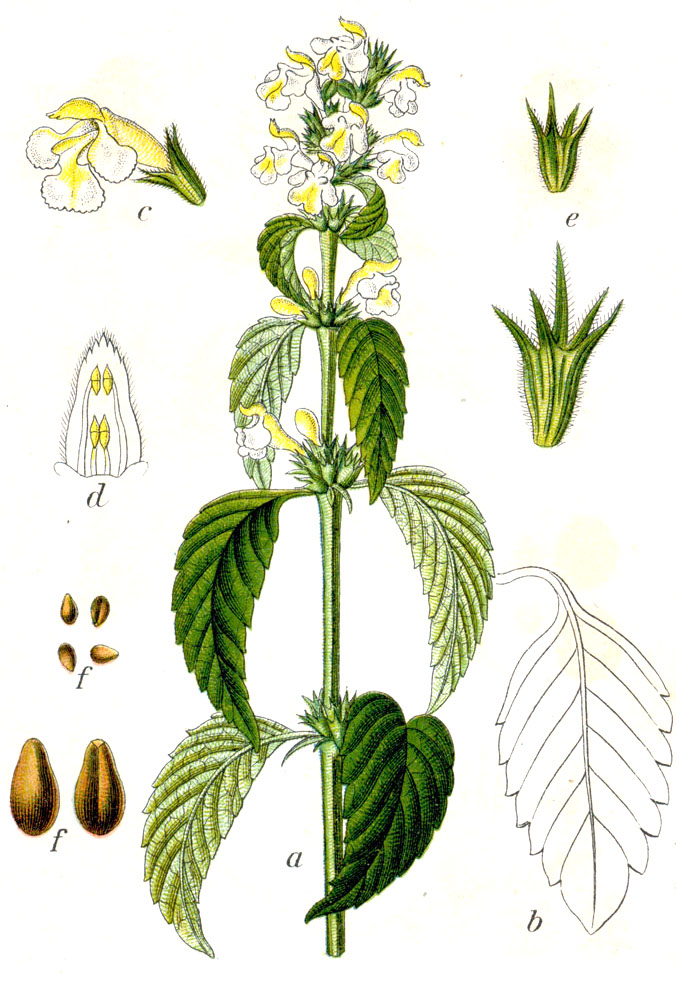
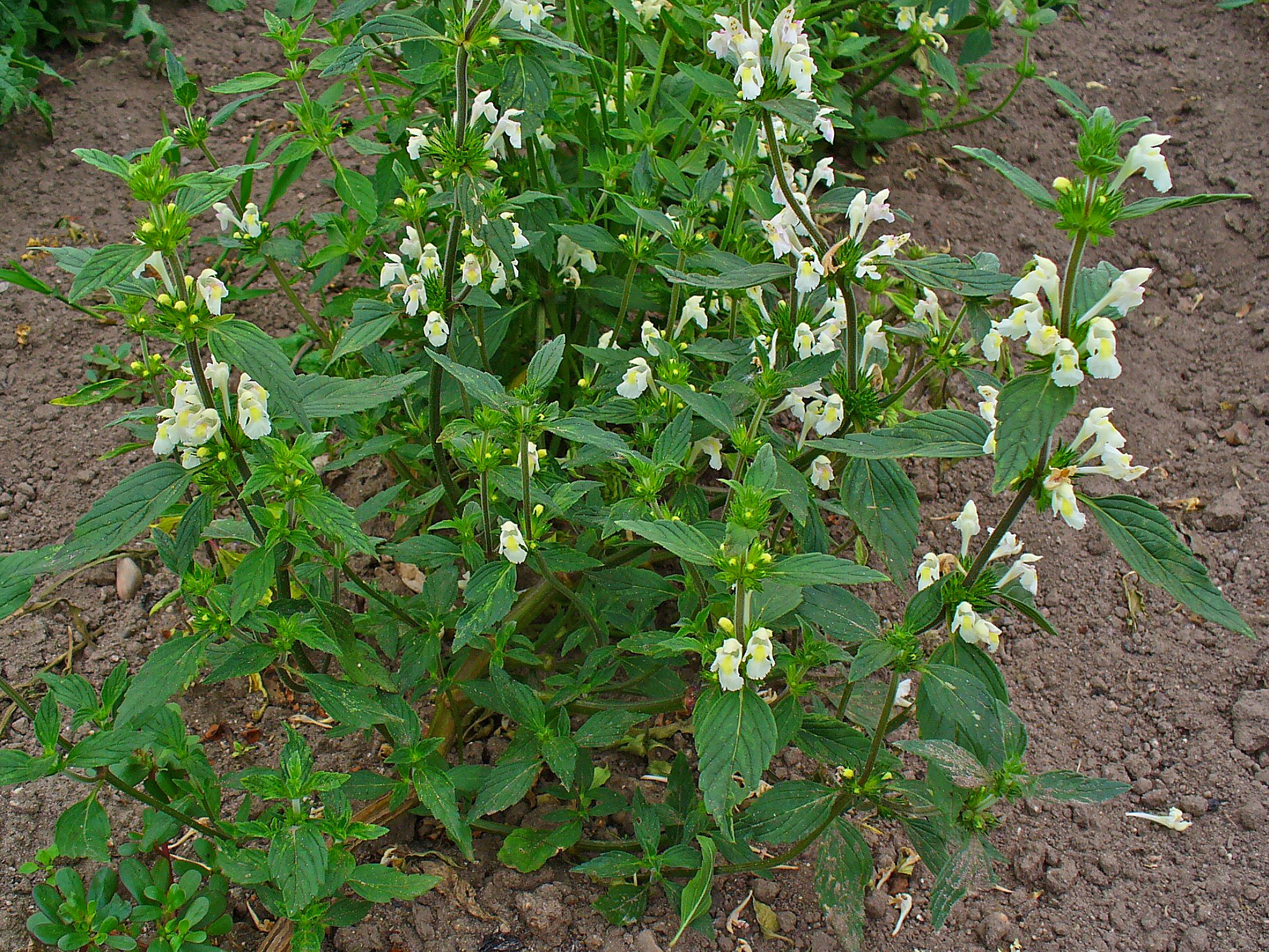
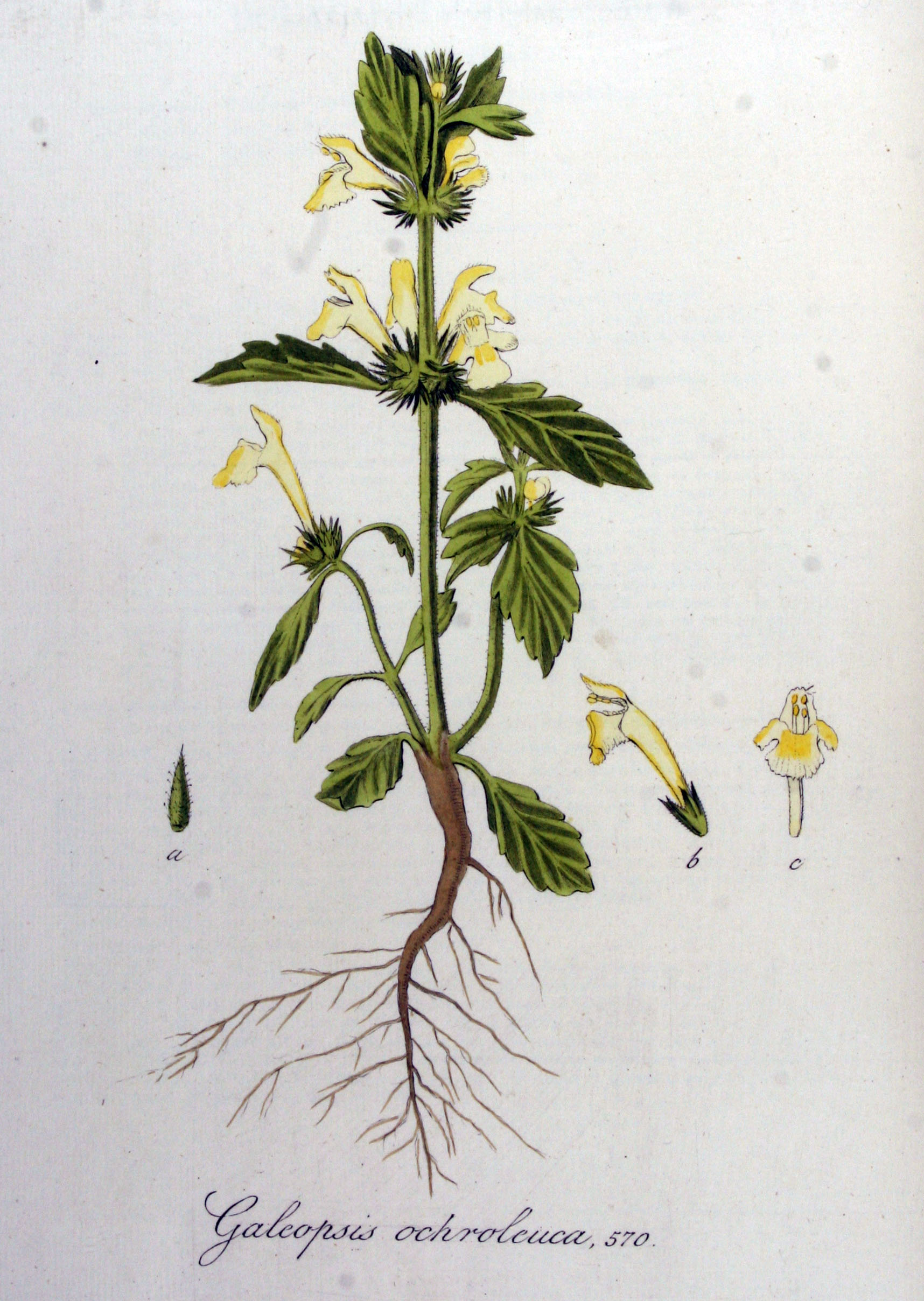
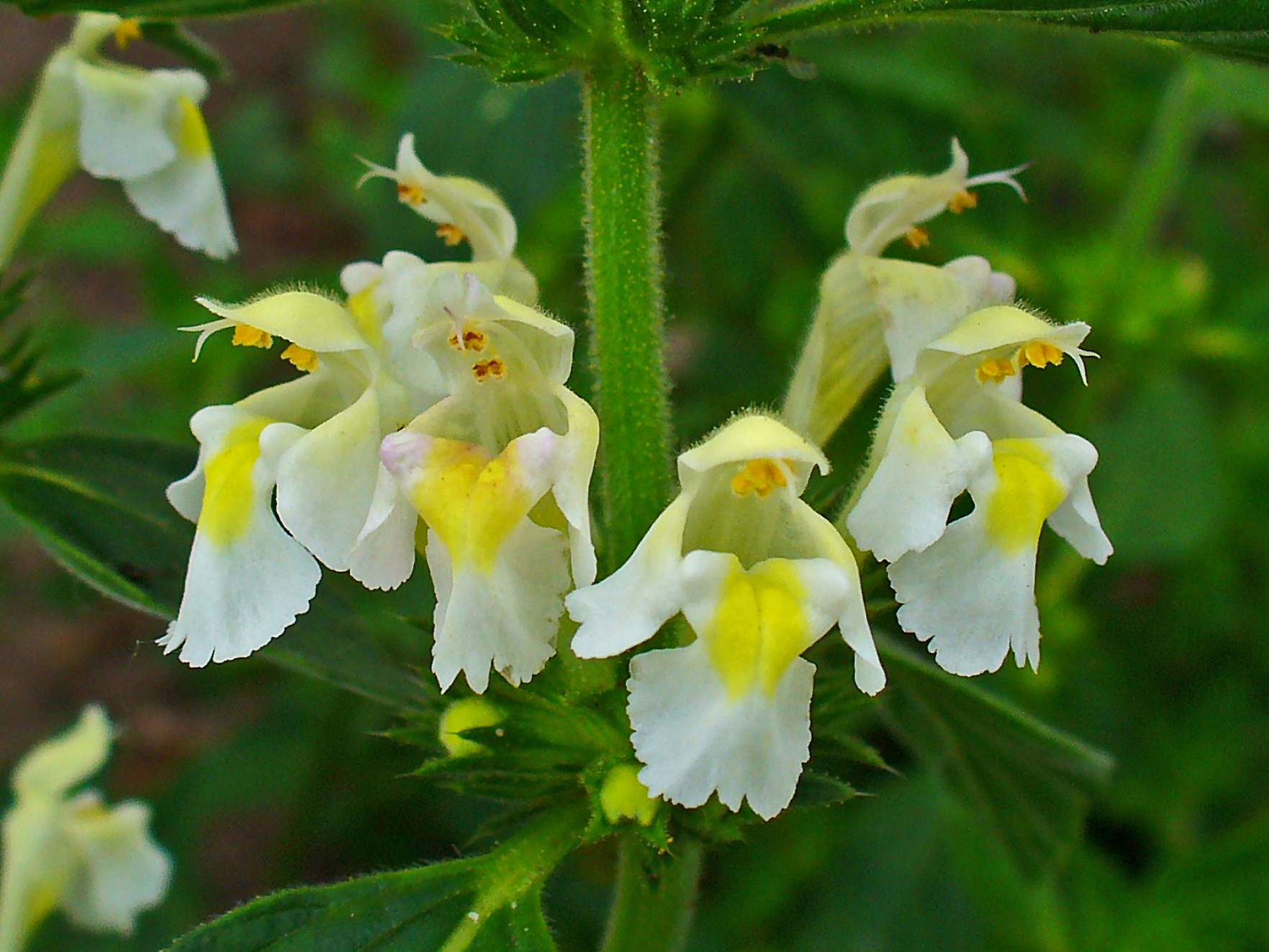